# 베타위어
베타위어(Betawi)는 인도네시아 자카르타의 베타위인들에 의해 사용되는 언어로, 말레이어에 기반한 크레올이다. 화자수는 약 270만 명이다. 베타위란 이름은 인도네시아의 식민지 시대 이름인 바타비아에서 유래되었으며, 베타위인들은 17세기 이후 이주 노동자로서 아시아 각지에서 유입된 사람들의 후손이다. 이들의 출신지역은 인도,미얀마등 인도와 인도차이나 반도 및 인도네시아 각 지방등 다양하다. 베타위어 또한 당시의 교역어인 말레이어에 이들 각 민족어와 말레이어 이외의 인도네시아 지방어, 유럽어등이 융합되어 형성되었다.

## 같이 보기
- 코코스 말레이어